# Panthée
Pour les articles homonymes, voir Panthée (homonymie).
Panthée est une tragédie en cinq actes et en vers de Tristan L'Hermite, créée durant l'hiver de 1637 à 1638 à Paris, au théâtre du Marais, et imprimée en 1639. Dédiée à son futur protecteur Henri de Guise, alors archevêque de Reims, la pièce compte 1 662 vers, alexandrins et octosyllabes pour les stances de l'acte II, scène I.
Après le triomphe remporté par La Mariane, en 1636, Tristan ne rencontre pas le succès avec sa deuxième tragédie, dont les choix esthétiques ne correspondent pas à l'évolution des goûts du public. Cet échec marque une interruption dans sa carrière, en tant que dramaturge, avant de renouer avec la scène pour offrir La Mort de Sénèque à l'Illustre Théâtre, en 1644.
Panthée a longtemps fait l'objet de critiques sévères, pour son éloignement des règles du théâtre classique. Depuis les années 1950, la critique littéraire a progressivement reconsidéré cette tragédie pour ses qualités propres, sa caractérisation baroque, son lyrisme intense et ses propositions dramatiques originales.
Deux vers tirés de son cinquième acte (scène 1) sont gravés au bas du monument commémoratif érigé dans la forêt de Fontainebleau à l’endroit où Georges Mandel, ministre de la IIIe République, fut assassiné par la Milice de l’État français le 7 juillet 1944 : « Et lorsqu’il fut tombé sanglant dans la poussière / les mains de la Victoire ont fermé sa paupière ». 

## Histoire
Cyrus a confié la prisonnière Panthée à Araspe qui se prend d'amour pour elle.

### Modèles

#### Hardy
Hardy présentait l'amour d'Araspe pour Panthée comme une folie.
L'amour joue un rôle importante dans son théâtre, « le plus important peut-être », depuis le désir le plus brutal jusqu'à ses aspects les plus nobles dans Panthée.

#### Rotrou
Crisante est une tragédie de Rotrou, mais tirée d'une histoire romanesque de Plutarque.

## Présentation

### Personnages
- Cyrus, roi de Perse
- Chrisante, général de l'armée de Cyrus
- Hidaspe, général de l'armée de Cyrus
- Panthée, reine de la Susiane
- Araspe, favori de Cyrus
- Charis, fille d'honneur de Panthée
- Roxane, fille d'honneur de Panthée
- Mitrane, ami d'Araspe
- Abradate, mari de Panthée
- Calchas, prêtre du Soleil
- Oronte, confident d'Araspe
- Figurants : soldats.

### Argument

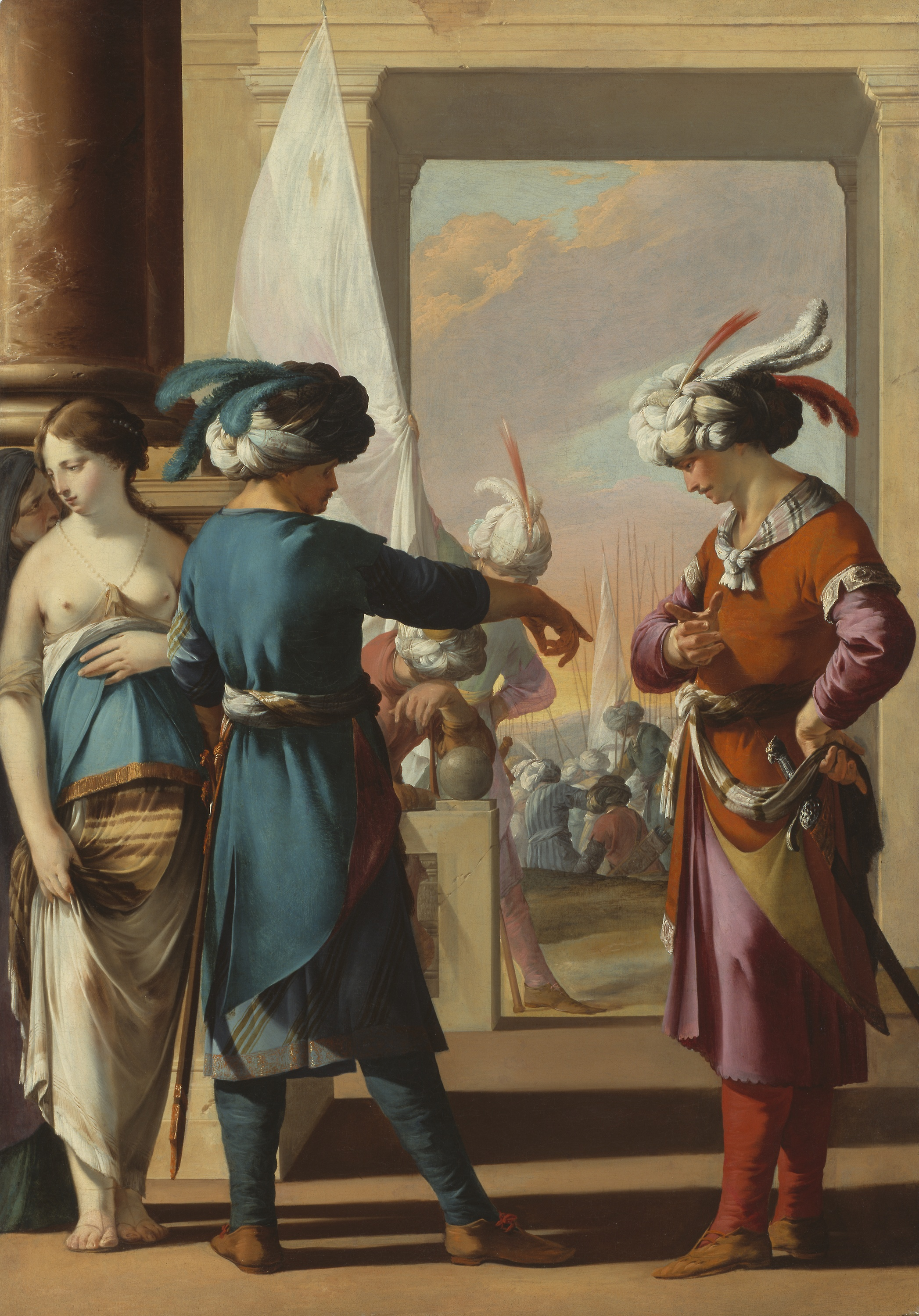
Cyrus annonçant à Araspe que Panthée a obtenu son pardon, par Laurent de La Hyre.Art Institute of Chicago, Illinois.

Tristan a donné lui-même l'argument de sa tragédie, acte par acte, dans l'édition originale de 1639.

#### 1eracte
Cirus célèbre ses victoires. Son général Chrisante est partisan de la prudence. Cirus traite avec humanité sa prisonnière, l'épouse d'Abradate, Panthée (scène 1).Cette dernière est heureuse d'apprendre qu'elle sera bien traitée. Elle espère que son époux se ralliera à Cirus (scène 2). Cirus espère beaucoup du ralliement d'Abradate (scène 3). Araspe aime Panthée et s'évanouit quand il est question de son époux (scène 4).

## Création
La pièce est représentée au cours de l'hiver de 1637 à 1638. Montdory « ne paraissait plus sur le théâtre du Marais quand y fut représentée la Panthée de Tristan, dont le Privilège est du 23 février 1638 ». La pièce est dédiée à son futur protecteur Henri de Guise, archevêque de Reims au moment de sa publication. La pièce n'a connu que deux éditions, en livres in-4° et in-12, en 1639.

L'échec de sa seconde tragédie détourne Tristan du théâtre, pour un temps. Il exprime son découragement dans une ode adressée à une comédienne : 
Je ne fais point ces vers de choix

Par quoi l'oreille est enchantée :

On enveloppe des anchois

De Mariane et de Panthée.

## Postérité

### Critiques

#### XIXesiècle
Pour Saint-Marc Girardin, « la tragédie de Panthée du vieil Hardy n'a ni action ni intérêt. Tristan, en 1659 [sic], n'a guère mieux traité le sujet, puisqu'il a fait d'Araspe son héros principal ».
Malgré « de bonnes scènes et des vers superbes, la Panthée est loin d'avoir eu la même vogue et d'avoir la même valeur que La Mariane ».

#### XXesiècle
Gustave Lanson n'y voit qu'« un sujet manqué ».
Marcel Arland juge Panthée, « la seconde de ses tragédies, la moins bonne peut-être, mais où l'on trouve ces beaux vers » : 
Et lorsqu'il fut tombé sanglant dans la poussière,

Les mains de la victoire ont fermé sa paupière.
- Sylvain Garnier, « La représentation du furor poeticus au théâtre De Jodelle à Tristan L'Hermite », Cahiers Tristan L'Hermite, XLII, 2020, p. 109.

### Frontispice

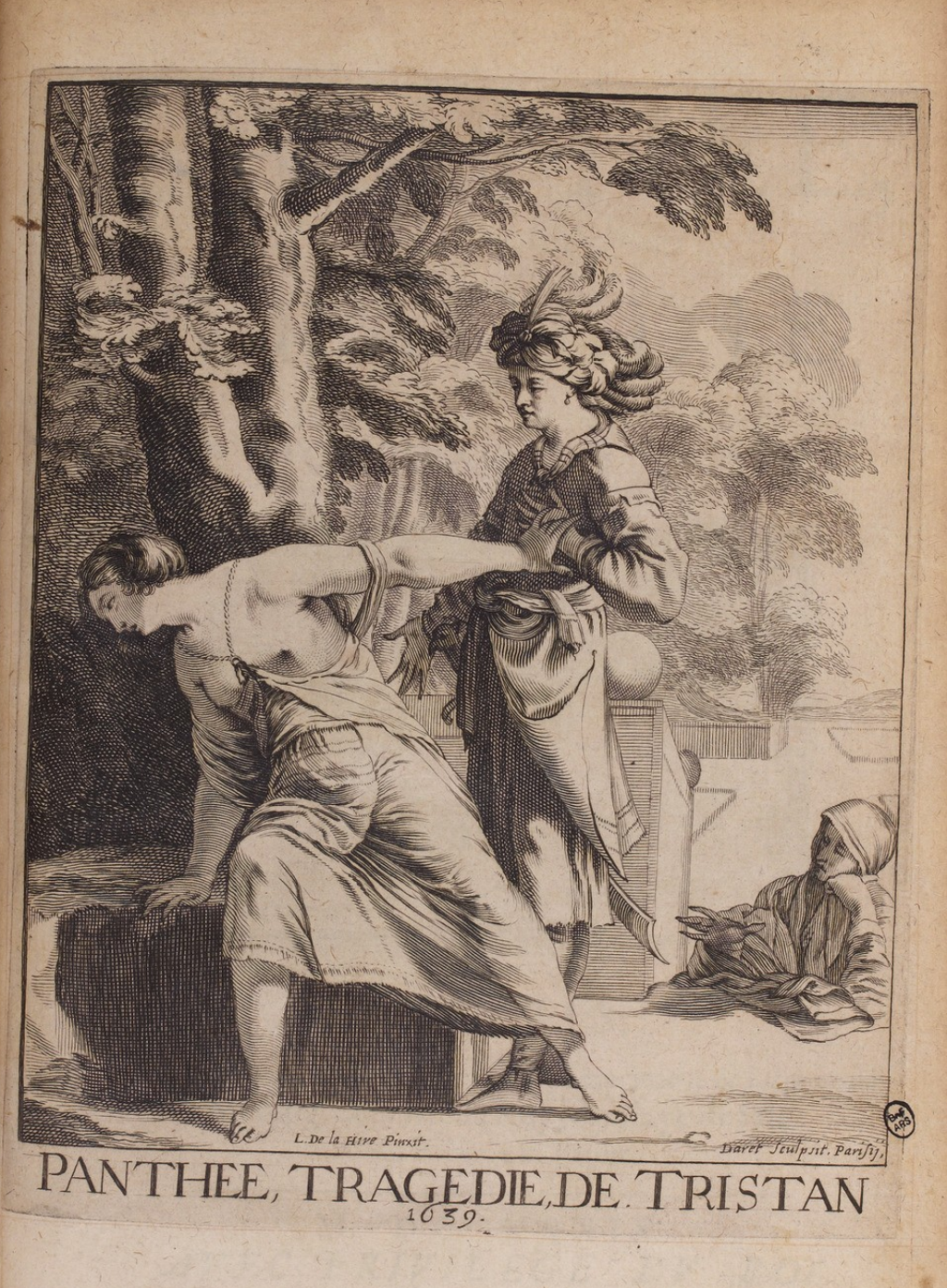
Frontispice gravé par Pierre Daret pour l'édition originale de Panthée (1639), d'après une toile de Laurent de La Hyre.

## Analyse

### Thèmes
Antoine Adam suggère que Tristan a choisi son sujet, tiré d'« un épisode touchant de la Cyropédie, plus romanesque peut-être que tragique », pour « les belles tendresses et les fines analyses auxquelles il prêtait ».

### Édition originale
- Tristan L'Hermite, Panthée, Paris, Augustin Courbé, 1639, 101 p., in-4° (lire en ligne)

### Éditions modernes
- Edmond Girard (dir.), L'Œuvres dramatique de Tristan L'Hermite (tome V) : Panthée, Paris, La Maison des Poètes, coll. « Les Cahiers d'un Bibliophile », 1904, 109 p. (lire en ligne)

#### Œuvres complètes
- Tristan L'Hermite et Roger Guichemerre (dir.), Œuvres complètes, tome IV : Les Tragédies, Paris, Éditions Honoré Champion, coll. « Sources classiques » (no 31), 2001, 560 p. (ISBN 978-2-7453-0384-4)
- Daniela Dalla Valle, Introduction, p. 7-16,
- Roger Guichemerre, Introduction et notes pour Panthée, p. 137-230

#### Théâtre complet
- Tristan L'Hermite et Claude Kurt Abraham, Jerome William Schweitzer, Jacqueline van Baelen (dir.), Le théâtre complet de Tristan L'Hermite (édition critique), University of Alabama Press, 1975, 849 p. (ISBN 978-0-8173-8600-9)
- (it) Daniela Dalla Valle, Il Teatro di Tristan L'Hermite : Saggio storico e critico, Turin, Giappichelli, 1964, 340 p.

#### Anthologie
- Amédée Carriat (présentation et annotations), Tristan L'Hermite : Choix de pages, Limoges, Éditions Rougerie, 1960, 264 p.

### Ouvrages généraux
- Antoine Adam, Histoire de la littérature française au XVIIe siècle — Tome I : L'époque d'Henri IV et de Louis XIII, Paris, Éditions Albin Michel, 1997 (1re éd. 1956), 615 p. (ISBN 2-226-08910-1)
- René Bray, La formation de la doctrine classique en France, Paris, A.G. Nizet, 1966, 389 p.
- Saint-Marc Girardin, Cours de littérature dramatique, ou de l'Usage des passions dans le drame, t. 4, Paris, Charpentier, 1862, 486 p. (lire en ligne), « chap. XLIX Suite de l'amour conjugal. Œnone, Evadné, Panthée », p. 210-231
- François Hédelin, abbé d'Aubignac, La Pratique du Théâtre, Paris, Antoine de Sommaville, 1657, 514 p. (lire en ligne)
- Marie-France Hilgar, La mode des stances dans le théâtre tragique français 1610-1687, Paris, A.G. Nizet, 1974, 263 p.
- (en) Henry Carrington Lancaster, A History of French dramatic Literature in the seventeenth century, Part I : The pre-classical Period (1610-1634), New York, Gordian Press, 1966 (1re éd. 1929), 790 p.
- (en) Henry Carrington Lancaster, A History of French dramatic Literature in the seventeenth century, Part II : The Period of Corneille (1635-1651), New York, Gordian Press, 1966 (1re éd. 1932), 804 p.
- (en) Henry Carrington Lancaster, A History of French dramatic Literature in the seventeenth century, Part V : Recapitulation (1610-1700), New York, Gordian Press, 1966 (1re éd. 1942), 235 p.
- Gustave Lanson, Esquisse d'une histoire de la tragédie française, New York, Columbia University Press, 1920, XII-155 p. (lire en ligne)
- Pierre Le Moyne, La gallerie des femmes fortes, Paris, Compagnie des libraires du Palais, 1647, 309 et 251 p. (lire en ligne), p. 111-134
- Hippolyte-Jules Pilet de La Mesnardière, La poëtique, Paris, Antoine de Sommaville, 1640, 444 p. (lire en ligne)
- Claude et François Parfaict, Histoire générale du Théâtre français depuis son origine jusqu'à présent, t. V, Amsterdam, Aux dépens de la Compagnie, 1745, 489 p. (lire en ligne), p. 341-344
- Jacques Scherer, La Dramaturgie classique en France, Paris, A.G. Nizet, 1951, 488 p.

### Études et monographies
- (en) Claude Kurt Abraham, The Strangers : The Tragic World of Tristan L'Hermite, University of Florida Press, 1966, 76 p. (ISBN 978-0-7837-5029-3)
- Marcel Arland, Le Promenoir de Tristan, préface pour Le Page disgracié, Paris, Éditions Stock, coll. « À la Promenade », 1946, 324 p., p. 7-44
- Napoléon-Maurice Bernardin, Un Précurseur de Racine : Tristan L'Hermite, sieur du Solier (1601-1655), sa famille, sa vie, ses œuvres, Paris, Alphonse Picard, 1895, XI-632 p. (lire en ligne)
- Tankut Bingol, Le Rôle social et politique de la fatalité et du destin dans l'œuvre tragique de Tristan L'Hermite, Laval, Faculté de lettres de l'Université de Laval, 2000, 142 p. (lire en ligne)
- (en) Thomas James Braga, Baroque imagery and themes in the theater of Tristan L'Hermite, Houston, Rice University, 1970, 255 p. (lire en ligne)
- Eugène Rigal, Alexandre Hardy et le théâtre français à la fin du XVIe siècle et au commencement du XVIIe siècle, Paris, Librairie Hachette, 1889, 715 p. (lire en ligne)
- Adolphe van Bever (notice et appendices), Tristan L'Hermite, Paris, Mercure de France, coll. « Les plus belles pages », 1909, 320 p.

### Articles et analyses
- Sandrine Berrégard, « La pratique de l'argument dans le théâtre de Tristan L'Hermite : de l'écriture dramatique à l'écriture narrative », XVIIe siècle, no 232,‎ 2006, p. 499-512 (lire en ligne)
- Pierre Quillard, « Les poètes hétéroclites : François Tristan L'Hermitte de Soliers », t. V, Mercure de France, août 1892, 370 p. (lire en ligne), p. 317-333
- Ernest Serret, « Un précurseur de Racine : Tristan L'Hermite », Le Correspondant, no LXXXII,‎ 25 avril 1870, p. 334-354 (lire en ligne)

### Cahiers Tristan L'Hermite
- Cahiers Tristan L'Hermite, Tristan et le théâtre, Limoges, Éditions Rougerie (no IV), 1982, 56 p.
  - Jacques Morel, « Les stances de Panthée. Tristan et Alexandre Hardy », p. 37–47.
- Cahiers Tristan L'Hermite, Tristan et la mélancolie (1), Limoges, Rougerie (no VIII), 1986, 56 p.
  - Nicole Mallet, Tristan et la maladie élisabéthaine, p. 25-35.
- Cahiers Tristan L'Hermite, Tristan et la mélancolie (2), Limoges, Rougerie (no IX), 1987, 50 p.
  - Jacques Morel, Amour, mélancolie et vertige de mort : de Crisante de Rotrou à Panthée de Tristan, p. 42-45.
- Cahiers Tristan L'Hermite, Tristan : Théâtre, Limoges, Éditions Rougerie (no XXII), 2000, 95 p.
Catherine Guillot, « La fonction didactique du frontispice dans le théâtre de Tristan L'Hermite », p. 17–35.
Daniela Dalla Valle, « Les songes tragiques de Tristan », p. 62–78.
- Cahiers Tristan L'Hermite, Thèmes et variations, Limoges, Rougerie (no XXVIII), 2006, 110 p.
  - Loïc Thommeret, « L'autonomie du lyrisme dans Panthée de Tristan », p. 31–50.